# José Argüelles
Pour les articles homonymes, voir Argüelles.
José Argüelles, né le 24 janvier 1939 à Rochester (Minnesota) et mort le 23 mars 2011 en Australie, est un auteur, artiste et professeur américain. Il est le frère jumeau du poète Ivan Argüelles (en). José Argüelles est devenu populaire depuis 1987, date à laquelle il a publié Le facteur maya, exposant sa théorie d'un changement brutal, voire la disparition de l'humanité le 21 décembre 2012, et joué un rôle important dans le mouvement de la convergence harmonique. Il fut un disciple de Chögyam Trungpa Rinpoché.

## Biographie
En tant qu'un des fondateurs du projet Earth Day, il a créé le premier Whole Earth Festival (en) en 1970.
Peut-être plus connu pour son rôle dans le lancement de la célèbre Convergence harmonique et de la méditation paix dans le monde du 16 au 17 août 1987, José Argüelles a également été l'un des initiateurs du concept Jour de la Terre et il est reconnu comme le « père » du Festival de la Terre, à Davis, en Californie. Détenteur d'un Doctorat en histoire de l'art de l'Université de Chicago (1969) il a enseigné à l'Université de Princeton, l'Université de Davis, à l'Evergreen State College, à l'Institut Naropa (en), à l'Université de San Francisco, à l'Université de Colorado et à l'École supérieure de l'Union.
Son décodage du calendrier maya a donné lieu à un jeu interactif intitulé Dreamspell. Selon sa « loi du temps », l'humanité moderne est en difficulté parce que le monde est plongé dans une perception erronée et artificielle du temps qui le fait dévier à un rythme accéléré de l'ordre naturel de l'univers.
José Argüelles est aussi membre d'honneur du Club de Budapest.
Il meurt le 23 mars 2011 à 72 ans.
Il est l'oncle de Alexander Arguelles, linguiste américain.